# Mahardah
Maharda (înarabă محردة, transliterat: Maḥarda, AFI: [maˈħarda]), ortografiat și Mhardeh sau Muhardah, este un oraș din nordul Siriei, din punct de vedere administrativ parte a Guvernoratului Hama, situat la aproximativ 23 de kilometri nord-vest de Hama. Este situat de-a lungul râului Orontes, în apropiere de câmpia Al-Ghab. Localitățile din apropiere includ Halfaya și Taybat al-Imam la est, Khitab la sud-est, Maarzaf la sud, Asilah  și Jubb Ramlah la sud-vest, Shaizar, Safsafiyah, Tremseh și Kafr Hud la vest și Kafr Zita și  al-Lataminah la nord.
Potrivit Biroului Central de Statistică din Siria (CBS), Maharda avea o populație de 17.578 la recensământul din 2004. Este centrul Districtului Mahardah, unul dintre cele cinci districte ale guvernoratului Hama, și „nahiyah'’ („subdistrictul”) din Mahardah, care conținea 21 de localități cu o populație combinată de 80.165 de locuitori. 2004. Locuitorii săi sunt predominant creștini.
Locuitorii lui Maharda lucrează mai ales în agricultură, industrie și comerț. Nivelul de educație al populației este raportat a fi ridicat. Clima din oraș este blândă vara și ocazional pot fi observate ninsori iarna.
Râul Orontes a fost recent îndiguit la 3 kilometri nord, iar Barajul Mahardah de pe Câmpia Al-Ghab este folosit pentru a genera energie hidroelectrică. Maharda datează din aceeași perioadă elenistică din Apamea și cea mai notabilă rămășiță arheologică din această perioadă este un templu vechi cu uși de piatră și coloane cu  capiteluri corintiene transformate ulterior în biserică.
Ghada Shouaa, primul atlet sirian de atletism care a câștigat o medalie de aur la Olimpiadă, s-a născut la Maharda, precum și Patriarhul Ignatie al IV-lea Hazim.
Maharda este cel mai apropiat oraș mare de Tremseh în care au avut loc crime la 12 iulie 2012. Additionally, a suicide bomber killed three civilians and one security officer in Maharda on 14 July 2012.
În timpul Războiului civil sirian, Maharda a fost vizată de rebeli, dar a rămas sub controlul guvernului. Potrivit presei pro-guvernamentale, rata atacurilor asupra Maharda a crescut în timpul ofensivei Hama din 2017.